# Церковь Святителя Николая в Георгиевской крепости
Церковь Святителя Николая в Георгиевской крепости — деревянный приходской православный храм в городе Георгиевске Ставропольского края, построенный в 1780-е годы. Относится к Георгиевской епархии Русской православной церкви.

## История храма

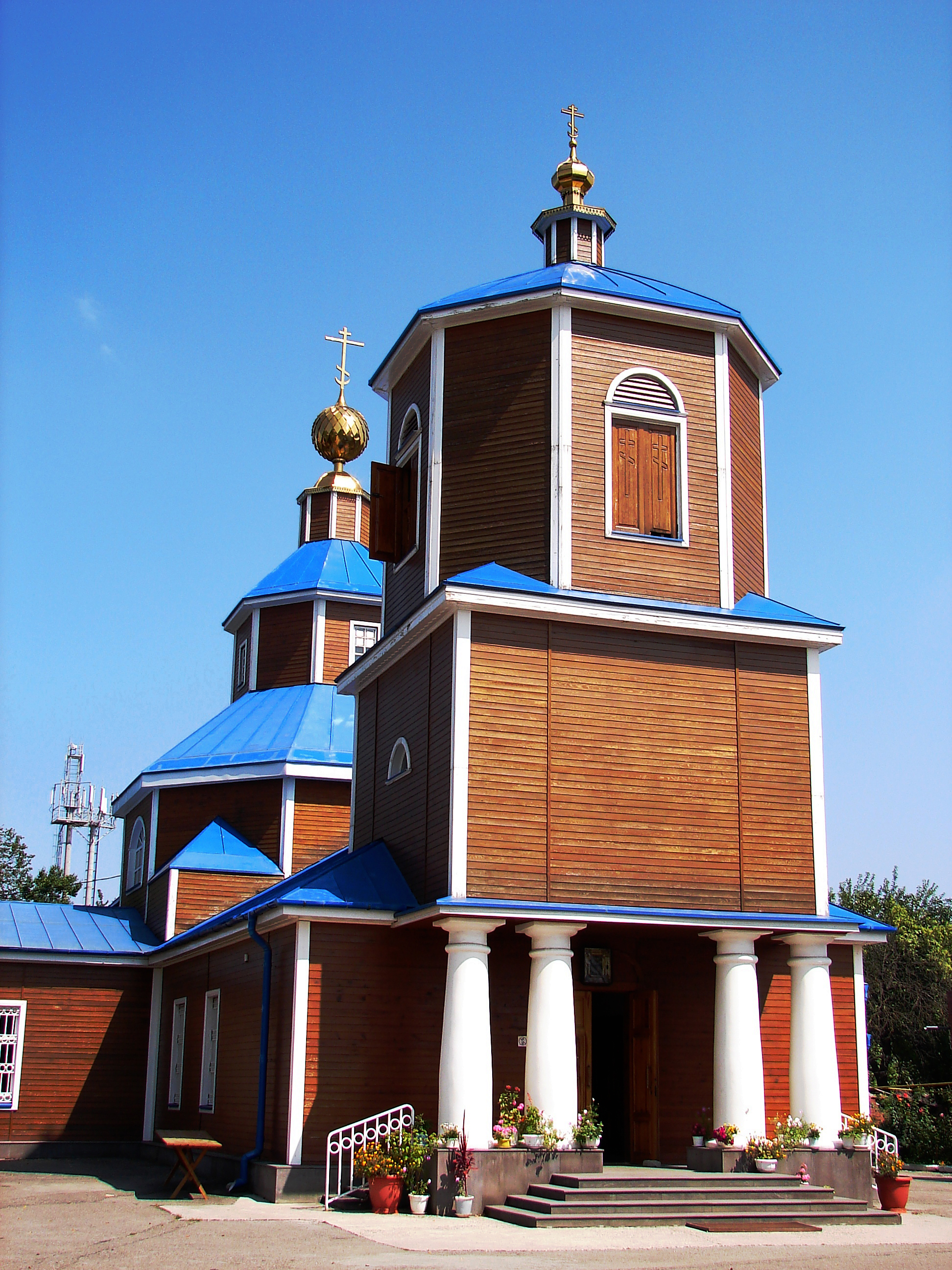
Колокольня

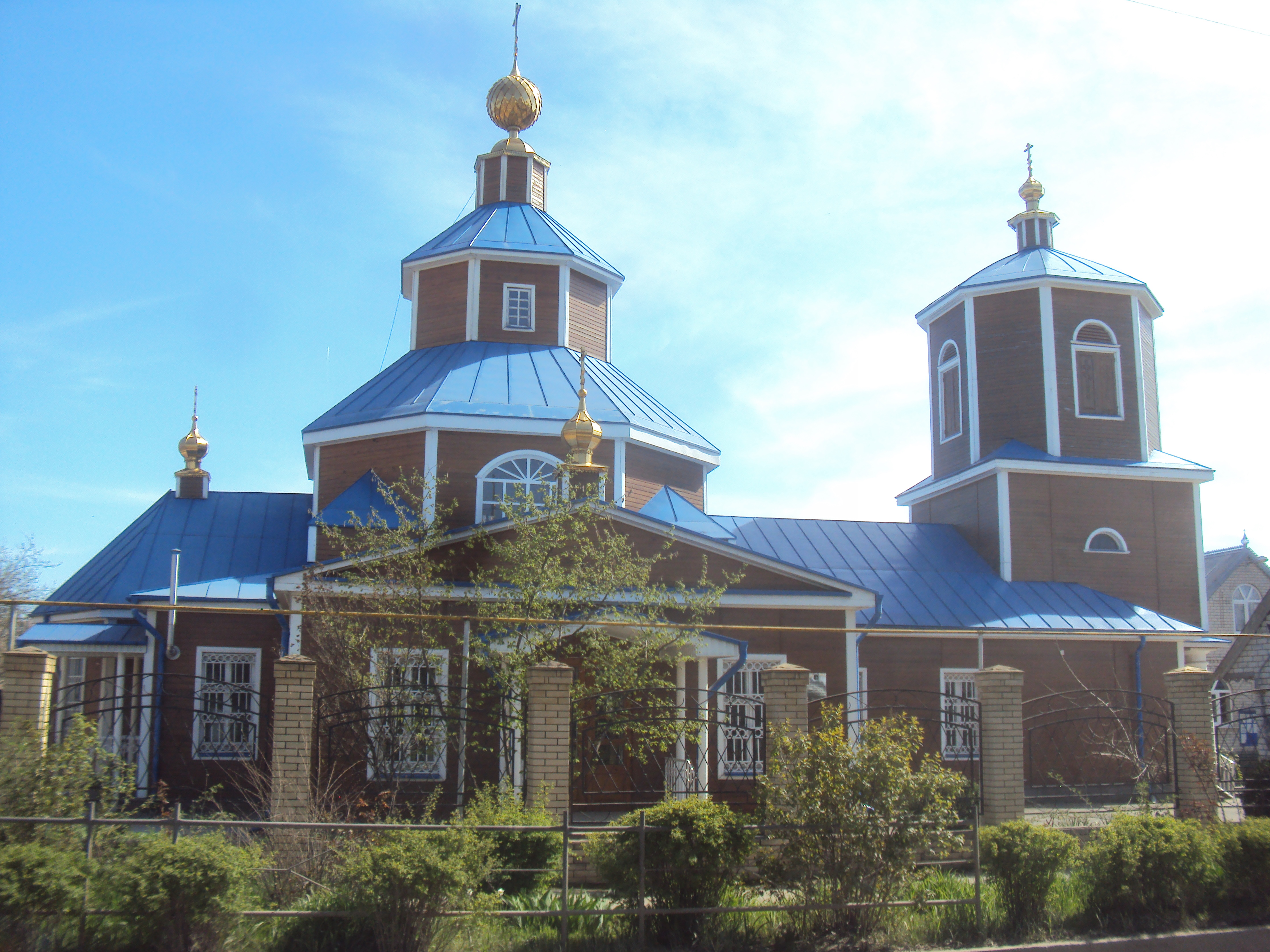
Общий вид

Храм является одной из главных достопримечательностей Георгиевска и видным зданием исторического центра. Это старейшая православная церковь в Ставропольском крае. Так же Собор является единственным уцелевшим в советские годы храмом Георгиевска.
Никольская церковь была возведена нижними чинами Куринского полка в 1780-х годах. Церковь привезли в Георгиевскую крепость в разобранном виде казаки с Хопра. Заложено здание было 22 мая, в день празднования перенесения мощей святителя Николая Мирликийского в Барград. Композиция и архитектурные формы храма свидетельствуют о конце XVIII века. Традиционный восьмерик на четверике, колокольня — элементы многих церквей, построенных в те годы. Стоит храм на каменном основании. Здание крестообразное в плане.
Основу убранства церкви составляет резной из дерева иконостас. Резьба поднимается до самого верха и переходит в настенную живопись. Иконостас придаёт небольшому храму величественный вид.
Церковь эта с давних пор считалась крепостной. Расположена она на Никольской площади, которая была окружена со всех сторон постройками.
В 1816 году на Никольской площади была возведена гауптвахта и белокаменная колонна с орлом. В колонну вставлялся шест, на котором от утренней до вечерней зари развевался крепостной флаг. Флаг вечером опускался. Во время тревоги ночью на флагштоке зажигались огни, сообщавшие соседним постам об опасности.
12 марта 1804 года в Георгиевске было проведено торжественное открытие губернских учреждений. Приглашённые, которые собрались в доме командующего, отправились церемониальным шествием в церковь, где были приведены к присяге. Проповедь читал архимандрит Парфений.
В храме были освящены два придела: главный — во имя Николая Чудотворца, и второй придел, возведённый в 1845 году, во имя святого великомученика Георгия Победоносца.
В 1837 году по случаю прибытия императора Николая I в Георгиевск в церкви состоялось торжественное богослужение, на котором присутствовал монарх.
В 1885 году храм был приписан к Вознесенскому Собору города Георгиевска и пробыл в таком статусе до 1912
11 декабря 1912 г. по ходатайству архиепископа Владикавказского и Моздокского Питирима (Окнова) указом Святейшего Синода за № 18969 при Никольской церкви был вновь открыт самостоятельный приход, с причтом из священника и псаломщика, содержание которого осуществлялось на местные средства.
После октябрьского переворота Никольская церковь была захвачена обновленцами, благодаря чему, скорее всего, и не была разрушена богоборческими властями, как другие храмы Георгиевска. В 1943 году обновленческое движение прекратило своё существование, а захваченные обновленцами храмы вернулись в Русскую Православную Церковь. С тех пор богослужения в Никольской церкви совершаются регулярно.
В 1999 году Святейший Патриарх Московский и всея Руси Алексий II вновь возвёл Никольскую церковь Георгиевска в достоинство собора, восстановив таким образом её исторический статус.
Никольский храм сохранился до наших дней и является действующим.

## Артефакты[6]
- В 2007 году при проведении реставрационных работ, в подполе был обнаружен закладной крест, который свидетельствует о строительстве переносной церкви казаками в конце XVIII века.
- Также в стенах храма была обнаружена записка с хорошо сохранившимся текстом: «Заупокой усобших Степана. Евдокима. Игнатiя. Матрену. Дарiю. Христину. Матрену М. Василия М. Кузьму М. Iоанна М. Андрияна М. Димида М. Наталiю М. Авдотии Р. Принадлежит цейхдинеру 4-го класса Назару Тимофееву».
- Ещё одна находка – 14 листков бумаги, обнаруженных при замене обшивки на колокольне, представляет собой остатки архива.
- Так же в Соборе хранятся иконы из Пантелеимоновского молитвенного дома ( в свою очередь эти иконы были принесены туда из храма Пантелеимона Целителя )[1][7]

## Святыни
Частица мощей святителя Николая.